# Black Spirit
I Black Spirit furono un gruppo di rock progressivo composto da musicisti italiani che operavano in Germania. Attivi nei primi anni settanta, realizzarono un unico album, pubblicato originariamente in Germania e in seguito anche nel Regno Unito.

## Storia del gruppo
I membri dei Black Spirit erano italiani emigranti che lavoravano a Wolfsburg, in una fabbrica di automobili. La formazione comprendeva Nicola Ceravolo (chitarra), Giovanni Granato (basso), Gianni Piras (batteria) e Salvatore Curto (voce e tastiere).

Dal 1970 al 1973 si esibirono in un numerosi concerti, soprattutto nella zona di Amburgo, per poi iniziare a lavorare al loro primo album. I nastri rimasero nelle mani del loro tecnico del suono, Johnny Pesce, quando questi abbandonò il gruppo. Pesce riuscì a farli pubblicare nel 1978 da una etichetta specializzata in rock progressivo, la Brutkasten. Negli anni novanta l'album, intitolato semplicemente Black Spirit, fu ripubblicato da Kissing Spell nel Regno Unito e (su CD) da Ohrwaschl (Germania).

## Formazione
- Nicola Ceravolo: chitarra
- Giovanni Granato: basso
- Gianni Piras: batteria
- Salvatore Curto: voce e tastiere

## Discografia
- Black Spirit (1978)